# 대한민국의 국회의원 선거구 목록
다음은 대한민국 국회의 선거구이다. 대한민국 제22대 국회의원 선거 기준, 총 254개의 지역구 선거구와 정수 46명의 비례대표 선거구가 있다.

## 국회의원 선거구 목록

### 서울특별시
| 선거구명       | 선거구역 |
| -------------- | --- |
| 종로구         | 종로구 전 지역 |
| 중구·성동구 갑 | 성동구 마장동, 사근동, 응봉동, 송정동, 용답동, 행당1동, 행당2동, 성수1가1동, 성수1가2동, 성수2가1동, 성수2가3동, 왕십리도선동, 왕십리2동 |
| 중구·성동구 을 | 중구 전 지역, 성동구 금호1가동, 금호2·3가동, 금호4가동, 옥수동                                                                           |
| 용산구         | 용산구 전 지역 |
| 광진구 갑      | 광진구 중곡1동, 중곡2동, 중곡3동, 중곡4동, 구의2동, 군자동, 광장동, 능동                                                                 |
| 광진구 을      | 광진구 자양1동, 자양2동, 자양3동, 자양4동, 구의1동, 구의3동, 화양동                                                                      |
| 동대문구 갑    | 동대문구 휘경1동, 휘경2동, 이문1동, 이문2동, 청량리동, 용신동, 제기동, 회기동                                                            |
| 동대문구 을    | 동대문구 전농1동, 전농2동, 장안1동, 장안2동, 답십리1동, 답십리2동                                                                        |
| 중랑구 갑      | 중랑구 상봉2동, 망우3동, 면목본동, 면목2동, 면목3·8동, 면목4동, 면목5동, 면목7동                                                         |
| 중랑구 을      | 중랑구 상봉1동, 망우본동, 중화1동, 중화2동, 신내1동, 신내2동, 묵1동, 묵2동                                                               |
| 성북구 갑      | 성북구 길음1동, 돈암2동, 안암동, 보문동, 정릉1동, 정릉2동, 정릉3동, 정릉4동, 성북동, 삼선동, 동선동                                      |
| 성북구 을      | 성북구 돈암1동, 길음2동, 종암동, 석관동, 장위1동, 장위2동, 장위3동, 월곡1동, 월곡2동                                                     |
| 강북구 갑      | 강북구 번1동, 번2동, 우이동, 인수동, 수유1동, 수유2동, 수유3동                                                                           |
| 강북구 을      | 강북구 번3동, 삼양동, 미아동, 송중동, 송천동, 삼각산동                                                                                   |
| 도봉구 갑      | 도봉구 쌍문1동, 쌍문3동, 창1동, 창2동, 창3동, 창4동, 창5동                                                                               |
| 도봉구 을      | 도봉구 쌍문2동, 쌍문4동, 방학1동, 방학2동, 방학3동, 도봉1동, 도봉2동                                                                     |
| 노원구 갑      | 노원구 월계1동, 월계2동, 월계3동, 공릉1동, 공릉2동, 하계1동, 하계2동, 중계본동, 중계2·3동                                                |
| 노원구 을      | 노원구 중계1동, 중계4동, 상계1동, 상계2동, 상계3·4동, 상계5동, 상계6·7동, 상계8동, 상계9동, 상계10동                                     |
| 은평구 갑      | 은평구 녹번동, 역촌동, 증산동, 신사1동, 신사2동, 응암1동, 응암2동, 응암3동, 수색동                                                       |
| 은평구 을      | 은평구 구산동, 대조동, 진관동, 갈현1동, 갈현2동, 불광1동, 불광2동                                                                        |
| 서대문구 갑    | 서대문구 홍제1동, 홍제2동, 북아현동, 천연동, 충현동, 신촌동, 연희동                                                                      |
| 서대문구 을    | 서대문구 홍은1동, 홍은2동, 홍제3동, 남가좌1동, 남가좌2동, 북가좌1동, 북가좌2동                                                           |
| 마포구 갑      | 마포구 공덕동, 아현동, 도화동, 용강동, 대흥동, 염리동, 신수동                                                                            |
| 마포구 을      | 마포구 서강동, 서교동, 합정동, 망원1동, 망원2동, 연남동, 성산1동, 성산2동, 상암동                                                        |
| 양천구 갑      | 양천구 목1동, 목2동, 목3동, 목4동, 목5동, 신정1동, 신정2동, 신정6동, 신정7동                                                             |
| 양천구 을      | 양천구 신월1동, 신월2동, 신월3동, 신월4동, 신월5동, 신월6동, 신월7동, 신정3동, 신정4동                                                   |
| 강서구 갑      | 강서구 발산1동, 우장산동, 화곡1동, 화곡2동, 화곡3동, 화곡8동                                                                             |
| 강서구 을      | 강서구 가양1동, 가양2동, 등촌3동, 공항동, 방화1동, 방화2동, 방화3동                                                                      |
| 강서구 병      | 강서구 등촌1동, 등촌2동, 가양3동, 염창동, 화곡4동, 화곡6동, 화곡본동                                                                     |
| 구로구 갑      | 구로구 개봉1동, 개봉2동, 개봉3동, 고척1동, 고척2동, 오류1동, 오류2동, 수궁동, 항동                                                       |
| 구로구 을      | 구로구 구로1동, 구로2동, 구로3동, 구로4동, 구로5동, 신도림동, 가리봉동                                                                   |
| 금천구         | 금천구 전 지역 |
| 영등포구 갑    | 영등포구 신길3동, 당산1동, 당산2동, 양평1동, 양평2동, 문래동, 영등포동, 영등포본동, 도림동                                               |
| 영등포구 을    | 영등포구 신길1동, 신길4동, 신길5동, 신길6동, 신길7동, 여의동, 대림1동, 대림2동, 대림3동                                                  |
| 동작구 갑      | 동작구 대방동, 상도2동, 상도3동, 상도4동, 노량진1동, 노량진2동, 신대방1동, 신대방2동                                                     |
| 동작구 을      | 동작구 흑석동, 상도1동, 사당1동, 사당2동, 사당3동, 사당4동, 사당5동                                                                      |
| 관악구 갑      | 관악구 보라매동, 은천동, 성현동, 중앙동, 청림동, 행운동, 청룡동, 낙성대동, 인헌동, 남현동, 신림동                                        |
| 관악구 을      | 관악구 신사동, 조원동, 미성동, 난곡동, 난향동, 서원동, 신원동, 서림동, 삼성동, 대학동                                                    |
| 서초구 갑      | 서초구 잠원동, 반포본동, 반포1동, 반포2동, 반포3동, 반포4동, 방배본동, 방배1동, 방배4동                                                  |
| 서초구 을      | 서초구 서초1동, 서초2동, 서초3동, 서초4동, 방배2동, 방배3동, 양재1동, 양재2동, 내곡동                                                    |
| 강남구 갑      | 강남구 신사동, 논현1동, 논현2동, 압구정동, 청담동, 역삼1동, 역삼2동                                                                      |
| 강남구 을      | 강남구 개포1동, 개포2동, 개포3동, 개포4동, 세곡동, 일원본동, 일원1동, 수서동                                                             |
| 강남구 병      | 강남구 삼성1동, 삼성2동, 대치1동, 대치2동, 대치4동, 도곡1동, 도곡2동                                                                     |
| 송파구 갑      | 송파구 풍납1동, 풍납2동, 방이1동, 방이2동, 오륜동, 송파1동, 송파2동, 잠실4동, 잠실6동                                                    |
| 송파구 을      | 송파구 석촌동, 삼전동, 가락1동, 문정2동, 잠실본동, 잠실2동, 잠실3동, 잠실7동                                                             |
| 송파구 병      | 송파구 거여1동, 거여2동, 마천1동, 마천2동, 오금동, 가락본동, 가락2동, 문정1동, 장지동, 위례동                                            |
| 강동구 갑      | 강동구 암사1동, 암사2동, 암사3동, 명일1동, 명일2동, 고덕1동, 고덕2동, 강일동, 상일1동, 상일2동                                           |
| 강동구 을      | 강동구 천호1동, 천호2동, 천호3동, 성내1동, 성내2동, 성내3동, 길동, 둔촌1동, 둔촌2동                                                      |

### 부산광역시
| 선거구명    | 선거구역                                                                                          |
| ----------- | ------------------------------------------------------------------------------------------------- |
| 중구·영도구 | 중구, 영도구 전 지역                                                                              |
| 서구·동구   | 서구, 동구 전 지역                                                                                |
| 부산진구 갑 | 부산진구 부전1동, 당감1동, 당감2동, 당감4동, 양정1동, 양정2동, 부암1동, 부암3동, 연지동, 초읍동   |
| 부산진구 을 | 부산진구 부전2동, 개금1동, 개금2동, 개금3동, 가야1동, 가야2동, 범천1동, 범천2동, 전포1동, 전포2동 |
| 동래구      | 동래구 전 지역                                                                                    |
| 남구        | 남구 전 지역                                                                                      |
| 북구 갑     | 북구 구포1동, 구포2동, 구포3동, 덕천1동, 덕천2동, 덕천3동, 만덕2동, 만덕3동                       |
| 북구 을     | 북구 화명1동, 화명2동, 화명3동, 금곡동, 만덕1동                                                   |
| 해운대구 갑 | 해운대구 좌1동, 좌2동, 좌3동, 좌4동, 중1동, 중2동, 우1동, 우2동, 우3동, 송정동                    |
| 해운대구 을 | 해운대구 반여1동, 반여2동, 반여3동, 반여4동, 반송1동, 반송2동, 재송1동, 재송2동                   |
| 사하구 갑   | 사하구당리동, 하단1동, 하단2동, 괴정1동, 괴정2동, 괴정3동, 괴정4동, 신평2동                       |
| 사하구 을   | 사하구구평동, 장림1동, 장림2동, 신평1동, 다대1동, 다대2동, 감천1동, 감천2동                       |
| 금정구      | 금정구 전 지역                                                                                    |
| 강서구      | 강서구 전 지역                                                                                    |
| 연제구      | 연제구 전 지역                                                                                    |
| 수영구      | 수영구 전 지역                                                                                    |
| 사상구      | 사상구 전 지역                                                                                    |
| 기장군      | 기장군 전 지역                                                                                    |

### 대구광역시
| 선거구명       | 선거구역 |
| -------------- | --- |
| 중구·남구      | 중구, 남구 전 지역 |
| 동구·군위군 갑 | 동구 신암1동, 신암2동, 신암3동, 신암4동, 신암5동, 신천1·2동, 신천3동, 신천4동, 효목1동, 효목2동, 지저동, 동촌동, 방촌동      |
| 동구·군위군 을 | 동구 도평동, 불로·봉무동, 해안동, 안심1동, 안심2동, 안심3동, 안심4동, 혁신동, 공산동, 군위군 전 지역                         |
| 서구           | 서구 전 지역 |
| 북구 갑        | 북구 고성동, 칠성동, 침산1동, 침산2동, 침산3동, 산격1동, 산격2동, 산격3동, 산격4동, 대현동, 복현1동, 복현2동, 검단동, 노원동 |
| 북구 을        | 북구 무태조야동, 관문동, 태전1동, 태전2동, 구암동, 관음동, 읍내동, 동천동, 국우동                                            |
| 수성구 갑      | 수성구 범어1동, 범어2동, 범어3동, 범어4동, 만촌1동, 만촌2동, 만촌3동, 황금1동, 황금2동, 고산1동, 고산2동, 고산3동            |
| 수성구 을      | 수성구 수성1가동, 수성2·3가동, 수성4가동, 중동, 상동, 파동, 두산동, 지산1동, 지산2동, 범물1동, 범물2동                       |
| 달서구 갑      | 달서구 죽전동, 장기동, 용산1동, 용산2동, 이곡1동, 이곡2동, 신당동                                                            |
| 달서구 을      | 달서구 월성1동, 월성2동, 진천동, 상인1동, 상인2동, 상인3동, 도원동                                                           |
| 달서구 병      | 달서구 성당동, 두류1·2동, 두류3동, 본리동, 감삼동, 송현1동, 송현2동, 본동                                                    |
| 달성군         | 달성군 전 지역 |

### 인천광역시
| 선거구명           | 선거구역 |
| ------------------ | --- |
| 중구·강화군·옹진군 | 중구, 강화군, 옹진군 전 지역                                                                                      |
| 동구·미추홀구 갑   | 동구 전 지역, 미추홀구 도화1동, 도화2·3동, 주안1동, 주안2동, 주안3동, 주안4동, 주안5동, 주안6동, 주안7동, 주안8동 |
| 동구·미추홀구 을   | 미추홀구 숭의1·3동, 숭의2동, 숭의4동, 용현1·4동, 용현2동, 용현3동, 용현5동, 학익1동, 학익2동, 관교동, 문학동      |
| 연수구 갑          | 연수구 옥련1동, 옥련2동, 선학동, 연수1동, 연수2동, 연수3동, 청학동, 동춘1동, 동춘2동, 동춘3동                     |
| 연수구 을          | 연수구 송도1동, 송도2동, 송도3동, 송도4동, 송도5동                                                                |
| 남동구 갑          | 남동구 구월1동, 구월2동, 구월3동, 구월4동, 간석1동, 남촌도림동, 논현1동, 논현2동, 논현고잔동                      |
| 남동구 을          | 남동구 간석2동, 간석3동, 간석4동, 만수1동, 만수2동, 만수3동, 만수4동, 만수5동, 만수6동, 장수서창동, 서창2동       |
| 부평구 갑          | 부평구 부평1동, 부평2동, 부평3동, 부평4동, 부평5동, 부평6동, 산곡3동, 산곡4동, 부개1동, 일신동, 십정1동, 십정2동  |
| 부평구 을          | 부평구 산곡1동, 산곡2동, 청천1동, 청천2동, 갈산1동, 갈산2동, 삼산1동, 삼산2동, 부개2동, 부개3동                   |
| 계양구 갑          | 계양구 효성1동, 효성2동, 계산1동, 계산3동, 작전1동, 작전2동                                                       |
| 계양구 을          | 계양구 계산2동, 계산4동, 작전서운동, 계양1동, 계양2동, 계양3동                                                    |
| 서구 갑            | 서구 가정1동, 가정2동, 가정3동, 석남1동, 석남2동, 석남3동, 신현원창동, 가좌1동, 가좌2동, 가좌3동, 가좌4동         |
| 서구 을            | 서구 검암경서동, 연희동, 청라1동, 청라2동, 청라3동                                                                |
| 서구 병            | 서구 검단동, 불로대곡동, 원당동, 당하동, 오류왕길동, 마전동, 아라동                                               |

### 광주광역시
| 선거구명     | 선거구역 |
| ------------ | --- |
| 동구·남구 갑 | 남구 봉선1동, 봉선2동, 월산동, 월산4동, 월산5동, 주월1동, 주월2동, 진월동, 효덕동, 송암동, 대촌동                                         |
| 동구·남구 을 | 동구 전 지역, 남구 양림동, 방림1동, 방림2동, 사직동, 백운1동, 백운2동                                                                     |
| 서구 갑      | 서구 양동, 양3동, 농성1동, 농성2동, 광천동, 유덕동, 치평동, 상무1동, 화정1동, 화정2동, 동천동                                             |
| 서구 을      | 서구 화정3동, 화정4동, 서창동, 금호1동, 금호2동, 풍암동, 상무2동                                                                          |
| 북구 갑      | 북구 중흥1동, 중흥동, 중앙동, 임동, 신안동, 우산동, 풍향동, 문화동, 문흥1동, 문흥2동, 두암1동, 두암2동, 두암3동, 오치1동, 오치2동, 석곡동 |
| 북구 을      | 북구 용봉동, 운암1동, 운암2동, 운암3동, 동림동, 삼각동, 일곡동, 매곡동, 건국동, 양산동                                                    |
| 광산구 갑    | 광산구 송정1동, 송정2동, 도산동, 신흥동, 어룡동, 우산동, 월곡1동, 월곡2동, 운남동, 동곡동, 평동, 삼도동, 본량동                           |
| 광산구 을    | 광산구 비아동, 첨단1동, 첨단2동, 신가동, 신창동, 수완동, 하남동, 임곡동                                                                   |

### 대전광역시
| 선거구명  | 선거구역                                                                                              |
| --------- | --- |
| 동구      | 동구 전 지역                                                                                          |
| 중구      | 중구 전 지역                                                                                          |
| 서구 갑   | 서구 복수동, 도마1동, 도마2동, 정림동, 변동, 괴정동, 가장동, 내동, 가수원동, 관저1동, 관저2동, 기성동 |
| 서구 을   | 서구 용문동, 탄방동, 둔산1동, 둔산2동, 둔산3동, 갈마1동, 갈마2동, 월평1동, 월평2동, 월평3동, 만년동   |
| 유성구 갑 | 유성구 진잠동, 학하동, 온천1동, 온천2동, 노은1동, 원신흥동, 상대동                                    |
| 유성구 을 | 유성구 노은2동, 노은3동, 신성동, 전민동, 구즉동, 관평동                                               |
| 대덕구    | 대덕구 전 지역                                                                                        |

### 울산광역시
| 선거구명 | 선거구역                                                               |
| -------- | ---------------------------------------------------------------------- |
| 중구     | 중구 전 지역                                                           |
| 남구 갑  | 남구 신정1동, 신정2동, 신정3동, 신정4동, 신정5동, 삼호동, 무거동, 옥동 |
| 남구 을  | 남구 달동, 삼산동, 야음장생포동, 대현동, 수암동, 선암동                |
| 동구     | 동구 전 지역                                                           |
| 북구     | 북구 전 지역                                                           |
| 울주군   | 울주군 전 지역                                                         |

### 세종특별자치시
| 선거구명          | 선거구역 |
| ----------------- | --- |
| 세종특별자치시 갑 | 세종특별자치시 부강면, 금남면, 장군면, 한솔동, 새롬동, 나성동, 다정동, 도담동, 어진동, 소담동, 반곡동, 보람동, 대평동 |
| 세종특별자치시 을 | 세종특별자치시 조치원읍, 연기면, 연동면, 연서면, 전의면, 전동면, 소정면, 해밀동, 아름동, 종촌동, 고운동               |

### 경기도
| 선거구명                  | 선거구역 |
| ------------------------- | --- |
| 수원시 갑                 | 수원시 장안구 파장동, 정자1동, 정자2동, 정자3동, 영화동, 송죽동, 조원1동, 조원2동, 연무동                                |
| 수원시 을                 | 수원시 장안구 율천동, 권선구 평동, 서둔동, 구운동, 금곡동, 호매실동, 입북동                                              |
| 수원시 병                 | 수원시 팔달구 전 지역, 권선구 세류1동                                                                                    |
| 수원시 정                 | 수원시 영통구 매탄1동, 매탄2동, 매탄3동, 매탄4동, 원천동, 영통1동, 광교1동, 광교2동                                      |
| 수원시 무                 | 수원시 권선구 세류2동, 세류3동, 권선1동, 권선2동, 곡선동, 영통구 영통2동, 영통3동, 망포1동, 망포2동                      |
| 성남시 수정구             | 성남시 수정구 전 지역 |
| 성남시 중원구             | 성남시 중원구 전 지역 |
| 성남시 분당구 갑          | 성남시 분당구 서현1동, 서현2동, 이매1동, 이매2동, 야탑1동, 야탑2동, 야탑3동, 판교동, 삼평동, 백현동, 운중동              |
| 성남시 분당구 을          | 성남시 분당구 분당동, 수내1동, 수내2동, 수내3동, 정자동, 정자1동, 정자2동, 정자3동, 금곡동, 구미1동, 구미동              |
| 의정부시 갑               | 의정부시 호원1동, 호원2동, 가능동, 흥선동, 의정부1동, 의정부2동, 녹양동                                                  |
| 의정부시 을               | 의정부시 신곡1동, 신곡2동, 장암동, 자금동, 송산1동, 송산2동, 송산3동                                                     |
| 안양시 만안구             | 안양시 만안구 전 지역 |
| 안양시 동안구 갑          | 안양시 동안구 비산1동, 비산2동, 비산3동, 부흥동, 달안동, 관양1동, 관양2동, 부림동                                        |
| 안양시 동안구 을          | 안양시 동안구 평촌동, 평안동, 귀인동, 호계1동, 호계2동, 호계3동, 범계동, 신촌동, 갈산동                                  |
| 부천시 갑                 | 부천시 원미구 심곡1동, 심곡2동, 심곡3동, 원미1동, 원미2동, 춘의동, 도당동, 오정구 전 지역                                |
| 부천시 을                 | 부천시 원미구 약대동, 중동, 중1동, 중2동, 중3동, 중4동, 상동, 상1동, 상2동, 상3동                                        |
| 부천시 병                 | 부천시 원미구 소사동, 역곡1동, 역곡2동, 소사구 전 지역                                                                   |
| 광명시 갑                 | 광명시 광명1동, 광명2동, 광명3동, 광명4동, 광명5동, 광명6동, 광명7동, 철산1동, 철산2동, 철산3동, 철산4동, 학온동         |
| 광명시 을                 | 광명시 하안1동, 하안2동, 하안3동, 하안4동, 소하1동, 소하2동, 일직동                                                      |
| 평택시 갑                 | 평택시 진위면, 서탄면, 중앙동, 서정동, 송탄동, 지산동, 송북동, 신장1동, 신장2동, 통복동, 세교동                          |
| 평택시 을                 | 평택시 팽성읍, 안중읍, 포승읍, 청북읍, 고덕면, 오성면, 현덕면, 고덕동                                                    |
| 평택시 병                 | 평택시 신평동, 원평동, 비전1동, 비전2동, 용이동, 동삭동                                                                  |
| 동두천시·양주시·연천군 갑 | 양주시 백석읍, 광적면, 장흥면, 양주1동, 양주2동, 회천1동, 회천2동, 회천3동, 옥정1동, 옥정2동                             |
| 동두천시·양주시·연천군 을 | 양주시 은현면, 남면, 동두천시 전 지역, 연천군 전 지역                                                                    |
| 안산시 갑                 | 안산시 상록구 사동, 사이동, 해양동, 본오1동, 본오2동, 본오3동, 반월동                                                    |
| 안산시 을                 | 안산시 상록구 일동, 이동, 부곡동, 월피동, 성포동, 안산동, 안산시 단원구 고잔동, 중앙동, 호수동                           |
| 안산시 병                 | 안산시 단원구 와동, 원곡동, 백운동, 신길동, 초지동, 선부1동, 선부2동, 선부3동, 대부동                                    |
| 고양시 갑                 | 고양시 덕양구 주교동, 원신동, 흥도동, 성사1동, 성사2동, 고양동, 관산동, 화정1동, 화정2동, 일산동구 식사동                |
| 고양시 을                 | 고양시 덕양구 효자동, 삼송1동, 삼송2동, 창릉동, 능곡동, 행주동, 행신1동, 행신2동, 행신3동, 화전동, 대덕동                |
| 고양시 병                 | 고양시 일산동구 중산동, 정발산동, 풍산동, 백석1동, 백석2동, 마두1동, 마두2동, 장항1동, 장항2동, 고봉동, 일산서구 일산2동 |
| 고양시 정                 | 고양시 일산서구 일산1동, 일산3동, 탄현1동, 탄현2동, 주엽1동, 주엽2동, 대화동, 송포동, 덕이동, 가좌동                     |
| 의왕시·과천시             | 의왕시, 과천시 전 지역                                                                                                   |
| 구리시                    | 구리시 전 지역 |
| 남양주시 갑               | 남양주시 화도읍, 수동면, 호평동, 평내동                                                                                  |
| 남양주시 을               | 남양주시 진접읍, 오남읍, 별내면, 별내동                                                                                  |
| 남양주시 병               | 남양주시 와부읍, 진건읍, 조안면, 퇴계원읍, 금곡동, 양정동, 다산1동, 다산2동                                              |
| 오산시                    | 오산시 전 지역 |
| 시흥시 갑                 | 시흥시 대야동, 신천동, 신현동, 은행동, 매화동, 목감동, 과림동, 연성동, 장곡동                                            |
| 시흥시 을                 | 시흥시 군자동, 월곶동, 정왕본동, 정왕1동, 정왕2동, 정왕3동, 정왕4동, 거북섬동, 배곧1동, 배곧2동, 능곡동                  |
| 군포시                    | 군포시 전 지역 |
| 하남시 갑                 | 하남시 천현동, 신장1동, 신장2동, 덕풍1동, 덕풍2동, 감북동, 감일동, 위례동, 춘궁동, 초이동                                |
| 하남시 을                 | 하남시 덕풍3동, 미사1동, 미사2동, 미사3동                                                                                |
| 용인시 갑                 | 용인시 처인구 전 지역 |
| 용인시 을                 | 용인시 기흥구 신갈동, 영덕1동, 영덕2동, 구갈동, 상갈동, 보라동, 기흥동, 서농동, 동백2동, 상하동                          |
| 용인시 병                 | 용인시 수지구 풍덕천1동, 풍덕천2동, 신봉동, 동천동, 상현1동, 상현3동, 성복동                                             |
| 용인시 정                 | 용인시 기흥구 구성동, 마북동, 동백1동, 동백3동, 보정동, 수지구 죽전1동, 죽전2동, 죽전3동, 상현2동                        |
| 파주시 갑                 | 파주시 교하동, 운정1동, 운정2동, 운정3동, 운정4동, 운정5동, 운정6동                                                      |
| 파주시 을                 | 파주시 문산읍, 조리읍, 법원읍, 파주읍, 광탄면, 탄현면, 월롱면, 적성면, 파평면, 장단면, 금촌1동, 금촌2동, 금촌3동         |
| 이천시                    | 이천시 전 지역 |
| 안성시                    | 안성시 전 지역 |
| 김포시 갑                 | 김포시 고촌읍, 김포본동, 사우동, 장기동, 풍무동                                                                          |
| 김포시 을                 | 김포시 통진읍, 양촌읍, 대곶면, 월곶면, 하성면, 장기본동, 구래동, 마산동, 운양동                                          |
| 화성시 갑                 | 화성시 우정읍, 향남읍, 남양읍, 매송면, 비봉면, 마도면, 송산면, 서신면, 팔탄면, 장안면, 양감면, 정남면, 새솔동            |
| 화성시 을                 | 화성시 동탄4동, 동탄6동, 동탄7동, 동탄8동, 동탄9동                                                                       |
| 화성시 병                 | 화성시 봉담읍, 진안동, 병점1동, 병점2동, 기배동, 화산동                                                                  |
| 화성시 정                 | 화성시 반월동, 동탄1동, 동탄2동, 동탄3동, 동탄5동                                                                        |
| 광주시 갑                 | 광주시 퇴촌면, 남종면, 남한산성면, 경안동, 송정동, 광남동                                                                |
| 광주시 을                 | 광주시 오포읍, 초월읍, 곤지암읍, 도척면                                                                                  |
| 포천시·가평군             | 포천시, 가평군 전 지역                                                                                                   |
| 여주시·양평군             | 여주시, 양평군 전 지역                                                                                                   |

### 강원특별자치도
| 선거구명                       | 선거구역 |
| ------------------------------ | --- |
| 춘천시·철원군·화천군·양구군 갑 | 춘천시 동산면, 신동면, 남면, 동내면, 남산면, 교동, 조운동, 약사명동, 근화동, 소양동, 후평1동, 후평2동, 후평3동, 효자1동, 효자2동, 효자3동, 석사동, 퇴계동, 강남동 |
| 춘천시·철원군·화천군·양구군 을 | 춘천시 신북읍, 동면, 서면, 사북면, 북산면, 신사우동, 철원군 전 지역, 화천군 전 지역, 양구군 전 지역                                                               |
| 원주시 갑                      | 원주시 문막읍, 호저면, 지정면, 부론면, 귀래면, 중앙동, 원인동, 일산동, 학성동, 단계동, 우산동, 태장1동, 태장2동, 무실동                                           |
| 원주시 을                      | 원주시 소초면, 흥업면, 판부면, 신림면, 개운동, 명륜1동, 명륜2동, 단구동, 봉산동, 행구동, 반곡관설동                                                               |
| 강릉시                         | 강릉시 전 지역 |
| 동해시·태백시·삼척시·정선군    | 동해시, 태백시, 삼척시, 정선군 전 지역 |
| 속초시·인제군·고성군·양양군    | 속초시, 인제군, 고성군, 양양군 전 지역 |
| 홍천군·횡성군·영월군·평창군    | 홍천군, 횡성군, 영월군, 평창군 전 지역 |

### 충청북도
| 선거구명                    | 선거구역                               |
| --------------------------- | -------------------------------------- |
| 청주시 상당구               | 청주시 상당구 전 지역                  |
| 청주시 서원구               | 청주시 서원구 전 지역                  |
| 청주시 흥덕구               | 청주시 흥덕구 전 지역                  |
| 청주시 청원구               | 청주시 청원구 전 지역                  |
| 충주시                      | 충주시 전 지역                         |
| 제천시·단양군               | 제천시, 단양군 전 지역                 |
| 보은군·옥천군·영동군·괴산군 | 보은군, 옥천군, 영동군, 괴산군 전 지역 |
| 증평군·진천군·음성군        | 증평군, 진천군, 음성군 전 지역         |

### 충청남도
| 선거구명             | 선거구역 |
| -------------------- | --- |
| 천안시 갑            | 천안시 서북구 성정1동, 성정2동, 동남구 목천읍, 북면, 성남면, 수신면, 병천면, 동면, 중앙동, 문성동, 원성1동, 원성2동, 봉명동, 일봉동, 청룡동, 신안동 |
| 천안시 을            | 천안시 서북구 성환읍, 성거읍, 직산읍, 입장면, 백석동, 부성1동, 부성2동                                                                              |
| 천안시 병            | 천안시 동남구 풍세면, 광덕면, 신방동, 서북구 쌍용1동, 쌍용2동, 쌍용3동, 불당1동, 불당2동                                                            |
| 공주시·부여군·청양군 | 공주시, 부여군, 청양군 전 지역 |
| 보령시·서천군        | 보령시, 서천군 전 지역 |
| 아산시 갑            | 아산시 선장면, 도고면, 신창면, 온양1동, 온양2동, 온양3동, 온양4동, 온양5동, 온양6동                                                                 |
| 아산시 을            | 아산시 염치읍, 배방읍, 송악면, 탕정면, 음봉면, 둔포면, 영인면, 인주면                                                                               |
| 서산시·태안군        | 서산시, 태안군 전 지역 |
| 논산시·계룡시·금산군 | 논산시, 계룡시, 금산군 전 지역 |
| 당진시               | 당진시 전 지역 |
| 홍성군·예산군        | 홍성군, 예산군 전 지역 |

### 전북특별자치도
| 선거구명                    | 선거구역 |
| --------------------------- | --- |
| 전주시 갑                   | 전주시 완산구 중앙동, 풍남동, 노송동, 완산동, 동서학동, 서서학동, 중화산1동, 중화산2동, 평화1동, 평화2동, 덕진구 인후1동, 인후2동, 인후3동                                                                       |
| 전주시 을                   | 전주시 완산구 서신동, 삼천1동, 삼천2동, 삼천3동, 효자1동, 효자2동, 효자3동, 효자4동, 효자5동 |
| 전주시 병                   | 전주시 덕진구 우아1동, 우아2동, 송천1동, 송천2동, 금암1동, 금암2동, 진북동, 덕진동, 팔복동, 호성동, 조촌동, 여의동, 혁신동                                                                                       |
| 군산시·김제시·부안군 갑     | 군산시 옥구읍, 옥산면, 임피면, 서수면, 개정면, 성산면, 나포면, 옥도면, 옥서면, 해신동, 월명동, 신풍동, 삼학동, 중앙동, 흥남동, 조촌동, 경암동, 구암동, 개정동, 수송동, 나운1동, 나운2동, 나운3동, 소룡동, 미성동 |
| 군산시·김제시·부안군 을     | 군산시 회현면, 대야면, 김제시 전 지역, 부안군 전 지역 |
| 익산시 갑                   | 익산시 함열읍, 오산면, 황등면, 함라면, 삼기면, 중앙동, 평화동, 남중동, 모현동, 송학동, 신동, 인화동, 마동, 영등2동                                                                                               |
| 익산시 을                   | 익산시 웅포면, 성당면, 용안면, 낭산면, 망성면, 여산면, 금마면, 왕궁면, 춘포면, 용동면, 동산동, 영등1동, 어양동, 팔봉동, 삼성동                                                                                   |
| 정읍시·고창군               | 정읍시, 고창군 전 지역 |
| 남원시·장수군·임실군·순창군 | 남원시, 장수군, 임실군, 순창군 전 지역 |
| 완주군·진안군·무주군        | 완주군, 진안군, 무주군 전 지역 |

### 전라남도
| 선거구명                       | 선거구역 |
| ------------------------------ | --- |
| 목포시                         | 목포시 전 지역 |
| 여수시 갑                      | 여수시 돌산읍, 남면, 화정면, 삼산면, 동문동, 한려동, 중앙동, 충무동, 광림동, 서강동, 대교동, 국동, 월호동, 여서동, 문수동, 미평동, 둔덕동, 만덕동, 삼일동, 묘도동                           |
| 여수시 을                      | 여수시 소라면, 율촌면, 화양면, 쌍봉동, 시전동, 여천동, 주삼동 |
| 순천시·광양시·곡성군·구례군 갑 | 순천시 승주읍, 서면, 황전면, 월등면, 주암면, 송광면, 외서면, 낙안면, 별량면, 상사면, 향동, 매곡동, 삼산동, 조곡동, 덕연동, 풍덕동, 남제동, 저전동, 장천동, 중앙동, 도사동, 왕조1동, 왕조2동 |
| 순천시·광양시·곡성군·구례군 을 | 순천시 해룡면, 광양시 전 지역, 곡성군 전 지역, 구례군 전 지역 |
| 나주시·화순군                  | 나주시, 화순군 전 지역 |
| 담양군·함평군·영광군·장성군    | 담양군, 함평군, 영광군, 장성군 전 지역 |
| 고흥군·보성군·장흥군·강진군    | 고흥군, 보성군, 장흥군, 강진군 전 지역 |
| 해남군·완도군·진도군           | 해남군, 완도군, 진도군 전 지역 |
| 영암군·무안군·신안군           | 영암군 전 지역, 무안군 전 지역, 신안군 전 지역 |

### 경상북도
| 선거구명                    | 선거구역 |
| --------------------------- | --- |
| 포항시 북구                 | 포항시 북구 전 지역 |
| 포항시 남구·울릉군          | 포항시 남구, 울릉군 전 지역 |
| 경주시                      | 경주시 전 지역 |
| 김천시                      | 김천시 전 지역 |
| 안동시·예천군               | 안동시, 예천군 전 지역 |
| 구미시 갑                   | 구미시 송정동, 원평동, 지산동, 도량동, 선주원남동, 형곡1동, 형곡2동, 공단동, 광평동, 상모사곡동, 임오동, 신평1동, 신평2동, 비산동 |
| 구미시 을                   | 구미시 선산읍, 고아읍, 무을면, 옥성면, 도개면, 해평면, 산동면, 장천면, 인동동, 진미동, 양포동                                     |
| 영주시·영양군·봉화군        | 영주시, 영양군, 봉화군 전 지역 |
| 영천시·청도군               | 영천시, 청도군 전 지역 |
| 상주시·문경시               | 상주시, 문경시 전 지역 |
| 경산시                      | 경산시 전 지역 |
| 의성군·청송군·영덕군·울진군 | 군위군, 의성군, 청송군, 영덕군, 울진군 전 지역                                                                                    |
| 고령군·성주군·칠곡군        | 고령군, 성주군, 칠곡군 전 지역 |

### 경상남도
| 선거구명                    | 선거구역 |
| --------------------------- | --- |
| 창원시 의창구               | 창원시 의창구 전 지역 |
| 창원시 성산구               | 창원시 성산구 전 지역 |
| 창원시 마산합포구           | 창원시 마산합포구 전 지역 |
| 창원시 마산회원구           | 창원시 마산회원구 전 지역 |
| 창원시 진해구               | 창원시 진해구 전 지역 |
| 진주시 갑                   | 진주시 문산읍, 내동면, 정촌면, 금곡면, 명석면, 대평면, 수곡면, 천전동, 성북동, 평거동, 신안동, 이현동, 판문동, 가호동, 충무공동   |
| 진주시 을                   | 진주시 진성면, 일반성면, 이반성면, 사봉면, 지수면, 대곡면, 금산면, 집현면, 미천면, 중앙동, 상봉동, 상대동, 하대동, 상평동, 초장동 |
| 통영시·고성군               | 통영시, 고성군 전 지역 |
| 사천시·남해군·하동군        | 사천시, 남해군, 하동군 전 지역 |
| 김해시 갑                   | 김해시 진영읍, 한림면, 생림면, 상동면, 대동면, 동상동, 회현동, 부원동, 북부동, 활천동, 삼안동, 불암동                             |
| 김해시 을                   | 김해시 주촌면, 진례면, 내외동, 칠산서부동, 장유1동, 장유2동, 장유3동                                                              |
| 밀양시·의령군·함안군·창녕군 | 밀양시, 의령군, 함안군, 창녕군 전 지역                                                                                            |
| 거제시                      | 거제시 전 지역 |
| 양산시 갑                   | 양산시 물금읍, 원동면, 상북면, 하북면, 중앙동, 삼성동, 강서동                                                                     |
| 양산시 을                   | 양산시 동면, 양주동, 서창동, 소주동, 평산동, 덕계동                                                                               |
| 산청군·함양군·거창군·합천군 | 산청군, 함양군, 거창군, 합천군 전 지역                                                                                            |

### 제주특별자치도
| 선거구명  | 선거구역 |
| --------- | --- |
| 제주시 갑 | 제주시 한림읍, 애월읍, 한경면, 추자면, 삼도1동, 삼도2동, 용담1동, 용담2동, 오라동, 연동, 노형동, 외도동, 이호동, 도두동 |
| 제주시 을 | 제주시 구좌읍, 조천읍, 우도면, 일도1동, 일도2동, 이도1동, 이도2동, 건입동, 화북동, 삼양동, 봉개동, 아라동               |
| 서귀포시  | 서귀포시 전 지역 |

## 같이 보기
- 대한민국의 선거구
  - 대한민국의 시도의회의원 선거구 목록
  - 대한민국의 시군구의회의원 선거구 목록